# Стационе ди Рива (Торино)
Стационе ди Рива је насеље у Италији у округу Торино, региону Пијемонт.
Према процени из 2011. у насељу је живело 6 становника. Насеље се налази на надморској висини од 326 м.